# Lajeado (Rio Grande do Sul)
Pour les articles homonymes, voir Lajeado.
Lajeado est une ville de la vallée de la rivière Taquari, dans l'État du Rio Grande do Sul, au Brésil. En 2015, sa population était estimée à 78 486 habitants répartis sur une superficie de 90,09 km². On y retrouve, notamment, l'université Univates (pt).
Elle est le centre de la vallée du Taquari (ou Taquari-Tal, dans la langue régionale allemande Riograndenser Hunsrückisch) qui couvre 40 municipalités de la région centrale du Rio Grande do Sul, avec une population composée de personnes d'origine allemande, italienne et açoréenne. Le Conseil de développement régional de Vale do Taquari (COREDE) est composé de 36 des municipalités qui constituaient à l'origine la région de Vale. 

## Toponymie
Le nom de Lajeado vient du point de référence donné aux sesmarias. Sur la rivière Taquari et l'Arroio do Engenho (site de deux cascades), les eaux s'écoulaient sur des lajeiros, affleurements rocheux naturels de taille petite à moyenne, généralement de forme plate ressemblant à des dalles, d'où le nom de la ville.

## Histoire
Le territoire de l'actuelle municipalité de Lajeado a d'abord été habité par des indigènes.
Le peuplement de la région a commencé à Taquari en 1757, avec l'arrivée d'une quarantaine de couples des Açores. Sur les territoires primitifs d'Estrela et de Lajeado, les frères João et José Inácio Teixeira ont reçu en 1800 des sesmarias. Ces terres ont donné naissance à plusieurs fermes, qui ont ensuite été subdivisées et vendues aux immigrants allemands et italiens venus s'installer dans la région. Des colons allemands se sont installés en 1854, suivis par des Italiens en 1882.
Le 20 mars 1855, le fondateur de la ville, Antônio Fialho de Vargas, a créé la Colonie des Couvents (Colônia dos Conventos). En 1862, la colonisation de Lajeado a commencé avec la construction d'un moulin. Élevée au rang de chef-lieu de district en 1875 ; elle l'est au rang de paroisse en 1881. La ville a été fondée le 26 janvier 1891, au moment de sa séparation d'avec la municipalité d'Estrela. L'installation officielle a eu lieu le 25 février de la même année.
De nos jours, la colonisation allemande marque toujours la ville de son empreinte, même si quelques bâtiments ont disparu, ceux à colombages sont encore nombreux. De même, les immigrés italiens ont contribué à sa prospérité. 
De Lajeado sont nées les communes de Guaporé, Encantado, Arroio do Meio, Cruzeiro do Sul, Boqueirão do Leão, Progresso, Santa Clara do Sul, Sério, Marques de Souza, Forquetinha et Canudos do Vale. 
La religion pratiquée est majoritairement chrétienne (catholique et évangélique). En termes de traditions et d'habitudes, la population perpétue des groupes musicaux typiques, ainsi que des clubs associatifs et sportifs.

## Galerie

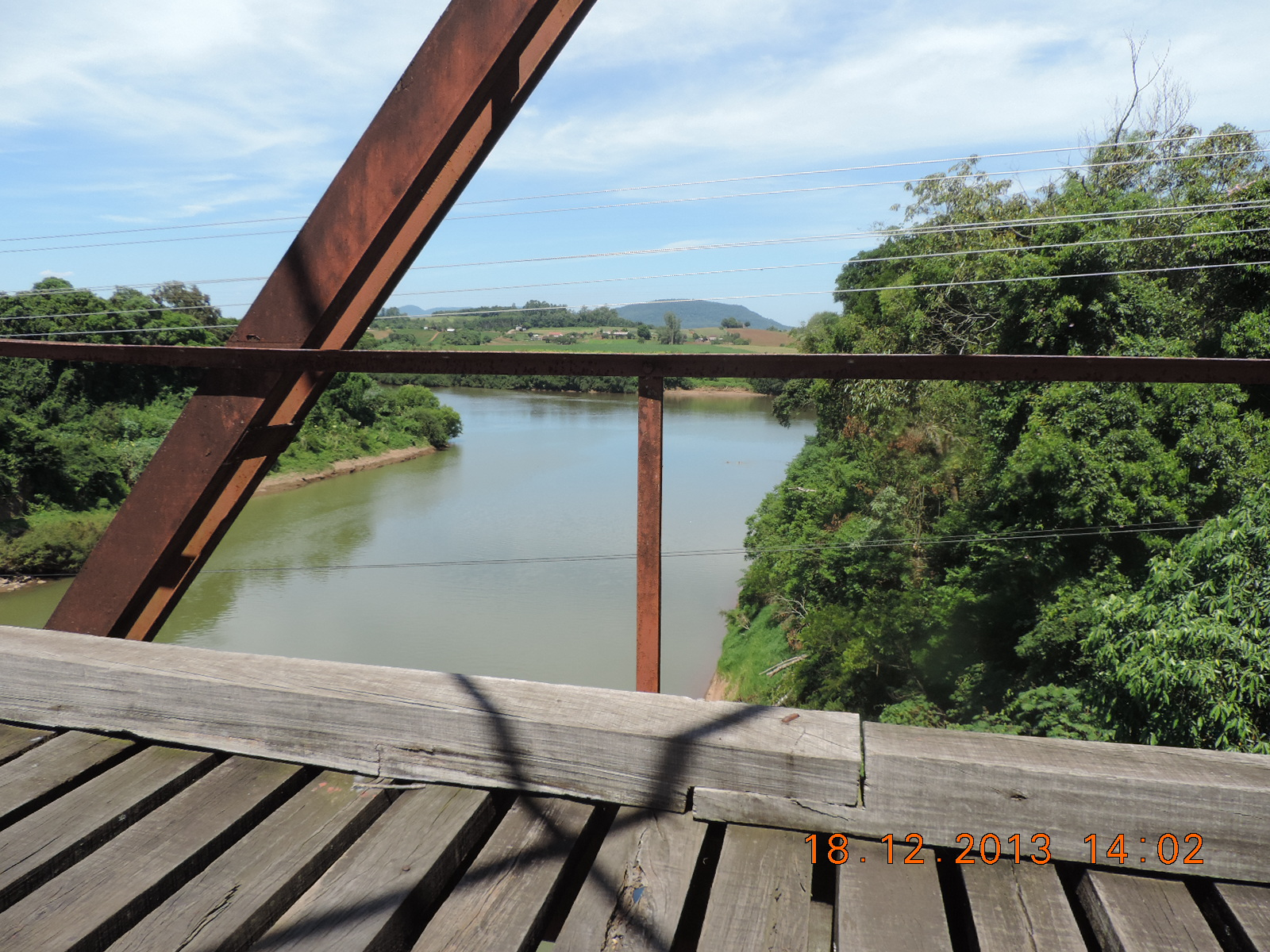
La rivière Taquari.
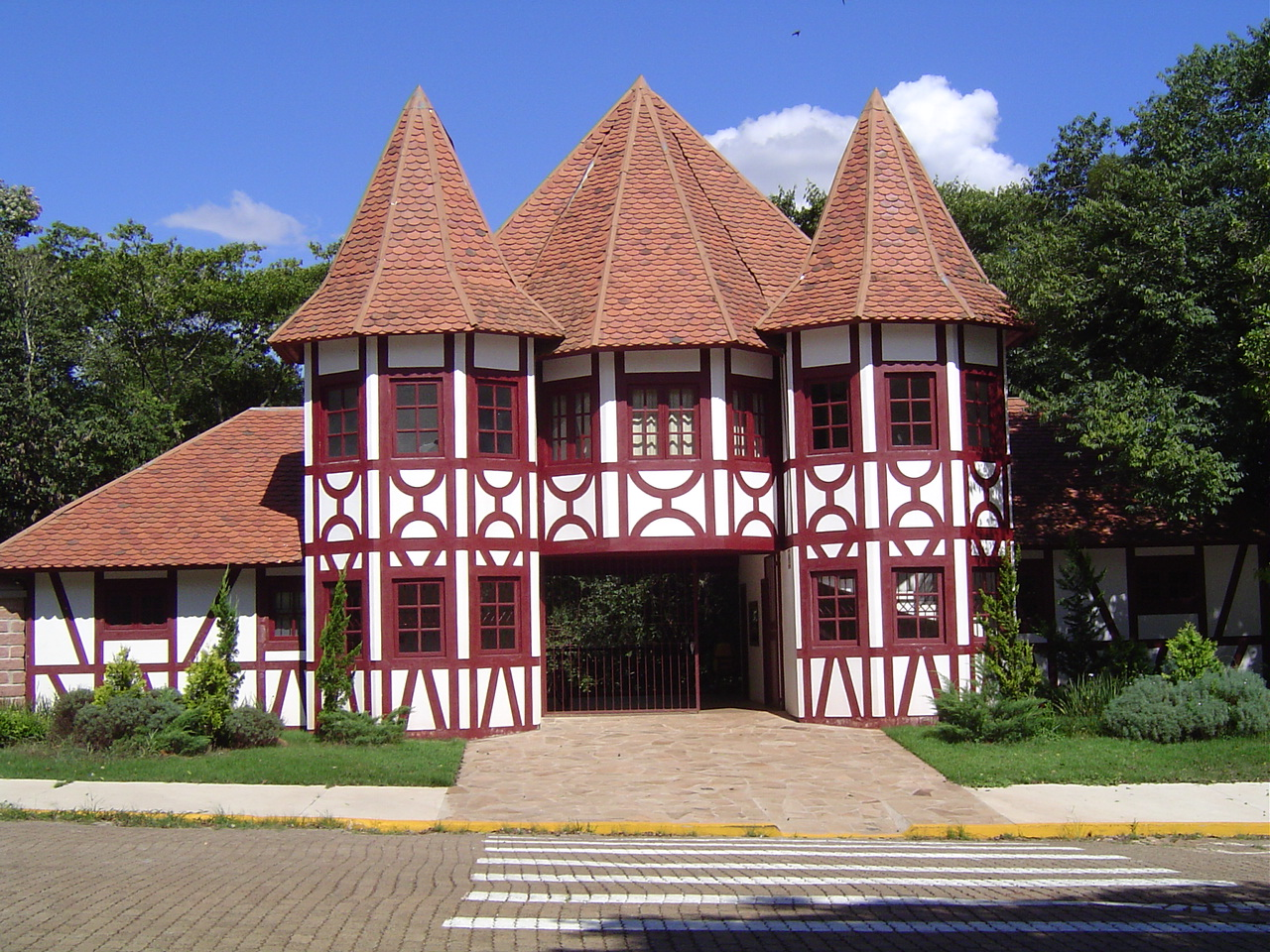
Maison dans le parc historique de Lajeado.
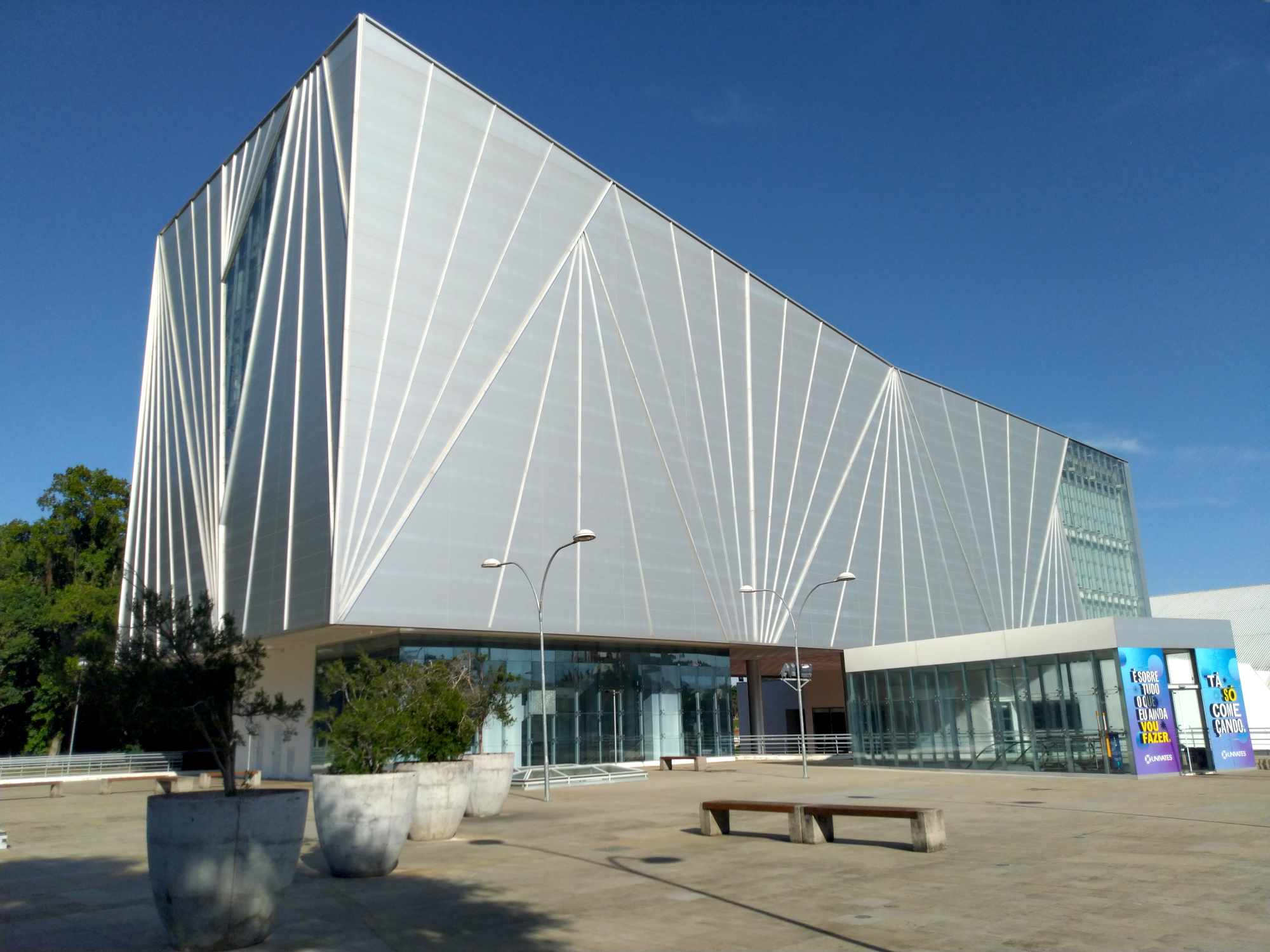
Le centre culturel Univates.